# Formosia smaragdina
Formosia smaragdina är en tvåvingeart som beskrevs av Malloch 1929. Formosia smaragdina ingår i släktet Formosia och familjen parasitflugor. Inga underarter finns listade i Catalogue of Life.